# 16 Delphini
16 Delphini är en vit stjärna i huvudserien i stjärnbilden Delfinen.
16 Del har visuell magnitud +5,54 och är synlig för blotta ögat vid god seeing. Stjärnan ligger på ett avstånd av ungefär 195 ljusår